# 秘湯ロマン
『秘湯ロマン』（ひとうろまん）は、1998年にスタートしたテレビ朝日の温泉番組。ハイビジョン制作。

## 概要
秘湯や温泉宿を紹介する番組で、旅人は主に若手女優やタレントが務めている。
放送時間は幾多もの変遷があるが、2012年4月から2014年9月までは日曜4:50 - 5:20に放送されていた（関東ローカル。『はい!テレビ朝日です』と交互に放送）。2014年10月からは隔週木曜2:21 - 2:51（水曜深夜）へ、2016年4月からは隔週月曜2:40 - 3:10（日曜深夜）へ、2018年3月からは隔週月曜2:55 - 3:25（日曜深夜）に放送されていた。2019年10月からは隔週月曜3:00 - 3:30（日曜深夜）に放送時間が変更された。2020年10月からは5分繰り上げ、隔週月曜2:55 - 3:25（日曜深夜）に放送された。2022年4月からは土曜3:00 - 3:30（金曜深夜）に放送時間が変更された。

## 旅人
※五十音順
| - 荒川朋恵 - 安梨美羽 - 池野浩子 - 石井寛子 - 石川理咲子 - 市川円香 - 植野堀愛 - 鳳恵弥 - 大貫彩香 - 大橋るみ子 - 大平素子 - 岡愛恵 - 神谷美伽 - 川崎あや | - 久米田彩 - 倉澤映枝 - 小池祥絵 - 小林梓 - 斎藤恭代 - 佐藤あかり - 澤山薫 - サントス・アンナ - 園都 - ちひろ - 戸田れい - 永末まゆ - 中園彩香 - 中村千怜 - 梨木まい - 新妻さと子 | - 西島未智 - 橋本真帆 - 長谷川麻衣 - 秦瑞穂 - 花岡玲 - 春馬♨ゆかり - 広瀬未花 - 堀川ゆき - 松岡玲奈 - 松下さら - 松本眞佳 - 松里ともか - 吉山りさ |

## ナレーター
- 水橋和夫
- 丸山未沙希（2015年4月 - ）

## アドバイザー
- 飯出敏夫

## テーマ曲
- 円広志 『静かな戦士』

インストルメンタル水岡のぶゆきグループMNG

## ネット局

### 現在のネット局
動画配信サイトTVer（テレ朝キャッチアップ）にてテレビ朝日の放送から1週間の期間限定で配信されている。また、CS放送のテレ朝チャンネル2（旧朝日ニュースター、2012年4月から）と旅チャンネルではテレビ朝日での放送から数か月から数年前の番組が放送されている。その他の放送局でも不定期の形で放送されている。

### 過去のネット局
- テレビ北海道（テレビ東京系列、2011年7月2日 - 2012年1月7日）
- 青森朝日放送
- 新潟テレビ21
- 長野朝日放送
- テレビ愛知
- 北陸朝日放送
- サンテレビ（独立局、- 2008年9月28日）
- 大分朝日放送
- テレビ宮崎（フジテレビ系列・日本テレビ系列・テレビ朝日系列）
- 岩手朝日テレビ（2015年10月17日 - 2017年3月25日[注釈 2]）
- BS朝日（BS放送、2016年10月1日 - 2017年4月1日[注釈 3]）